# Parafia Niepokalanego Poczęcia Najświętszej Maryi Panny w Mechowie
Parafia pw. Niepokalanego Poczęcia Najświętszej Maryi Panny w Mechowie – parafia rzymskokatolicka, należąca do dekanatu Golczewo, archidiecezji szczecińsko-kamieńskiej, metropolii szczecińsko-kamieńskiej. W parafii posługują księża archidiecezjalni. Według stanu na wrzesień 2018 proboszczem parafii był ks. Ryszard Kleczyński. Po 2018 roku proboszczem parafii jest ks. Jan Patocki. 

## Miejsca święte

### Kościół parafialny
Kościół pw. Niepokalanego Poczęcia Najświętszej Maryi Panny w Mechowie

### Kościoły filialne i kaplice
- Kaplica w Kukaniu[1]
- Kościół św. Józefa w Upadłych[1]